# Cody Bellinger
Cody James Bellinger (Scottsdale, Arizona, 13 de julio de 1995) es un beisbolista estadounidense que pertenece a los Yankees de Nueva York de las Grandes Ligas (MLB).
Fue seleccionado por Los Angeles Dodgers en el draft de 2013 y debutó con el equipo en 2017. Con el equipo angelino fue campeón de la Serie Mundial de 2020. En diciembre de 2023 firmó un año de contrato con los Chicago Cubs. Tras finalizar la temporada y rechazar la oferta inicial de renovación, Bellinger se volvió agente libre. Sin embargo, en febrero de 2024 firmó con los Cubs un acuerdo por tres años. A fines de 2024 fue cambiado a los New York Yankees.

## Carrera

### Carrera amateur
Bellinger jugó en la Serie Mundial de Little League 2007 para el equipo de Chandler, Arizona y jugó al béisbol de la escuela secundaria en Hamilton High School en Chandler. Si bien se lo conoce principalmente por su capacidad de bateo, Bellinger también lanzó para su escuela secundaria y lanzó una blanqueada de cuatro hits, completa, con 10 ponches en un torneo nacional.

### Ligas Menores

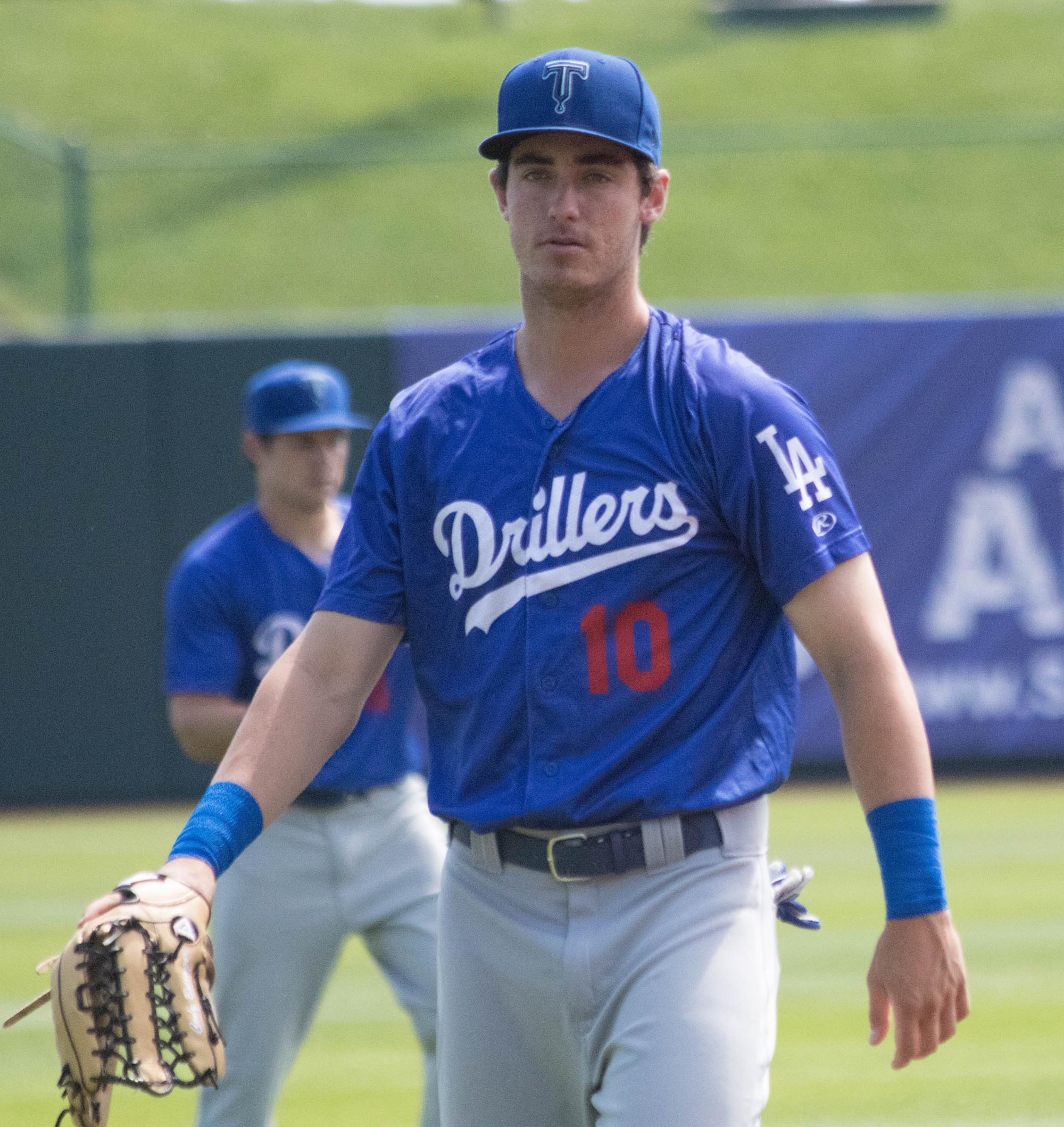
Bellinger como miembro de los Petroleros de Tulsa.

Bellinger fue seleccionado por los Dodgers de Los Ángeles en la cuarta ronda del Draft de Grandes Ligas de 2013 y firmó con ellos el 13 de junio de 2013, por un bono de $ 700,000, a pesar del compromiso verbal de jugar pelota colegial en la Universidad de Oregón. Hizo su debut profesional con los Dodgers de la Liga de Arizona, bateando .210 en 195 apariciones en el plato. Tuvo algunas dificultades para establecer contacto en su primera temporada profesional, ponchando 46 veces en 47 juegos, pero los cazatalentos dijeron que se mostró prometedor y que tenía mucho potencial de poder.
En 2014, fue promovido a los Raptors de Ogden de la Pioneer League y, a pesar de sufrir una lesión en el hombro a principios del verano, bateó .328 en 46 juegos para los Raptors. Jugó en 2015 con Rancho Cucamonga Quakes y fue seleccionado para el equipo de las estrellas de la Liga de California a mitad de temporada, así como para el equipo de estrellas de la postemporada. En 128 juegos, bateó para .264 con 30 jonrones (empató en el segundo lugar en la liga), liderando la liga en carreras (97) y remolcadas (103). Recibió una invitación no incluida en la lista para el entrenamiento de primavera de los Dodgers en 2016. Bellinger fue asignado a los Petroleros de Tulsa ( equipos Triple-A) en la Liga de Texas para comenzar la temporada 2016. En 114 juegos para Tulsa bateó .263 con 23 jonrones (3º en la liga), 59 bases por bolas (empató en 3er lugar en la liga) y 65 carreras impulsadas (9º en la liga), lo que le valió un ascenso a la Triple temporada. -A Oklahoma City Dodgers, donde tuvo seis hits en 11 en bates (promedio de .545) y tres jonrones. Fue asignado a Glendale Desert Dogs de la Liga de Otoño de Arizona después de la temporada y participó en el juego Fall Stars de los mejores prospectos de la liga.
Comenzó la temporada 2017 con Oklahoma City y fue convocado a las mayores por primera vez el 25 de abril de 2017.

### Los Angeles Dodgers

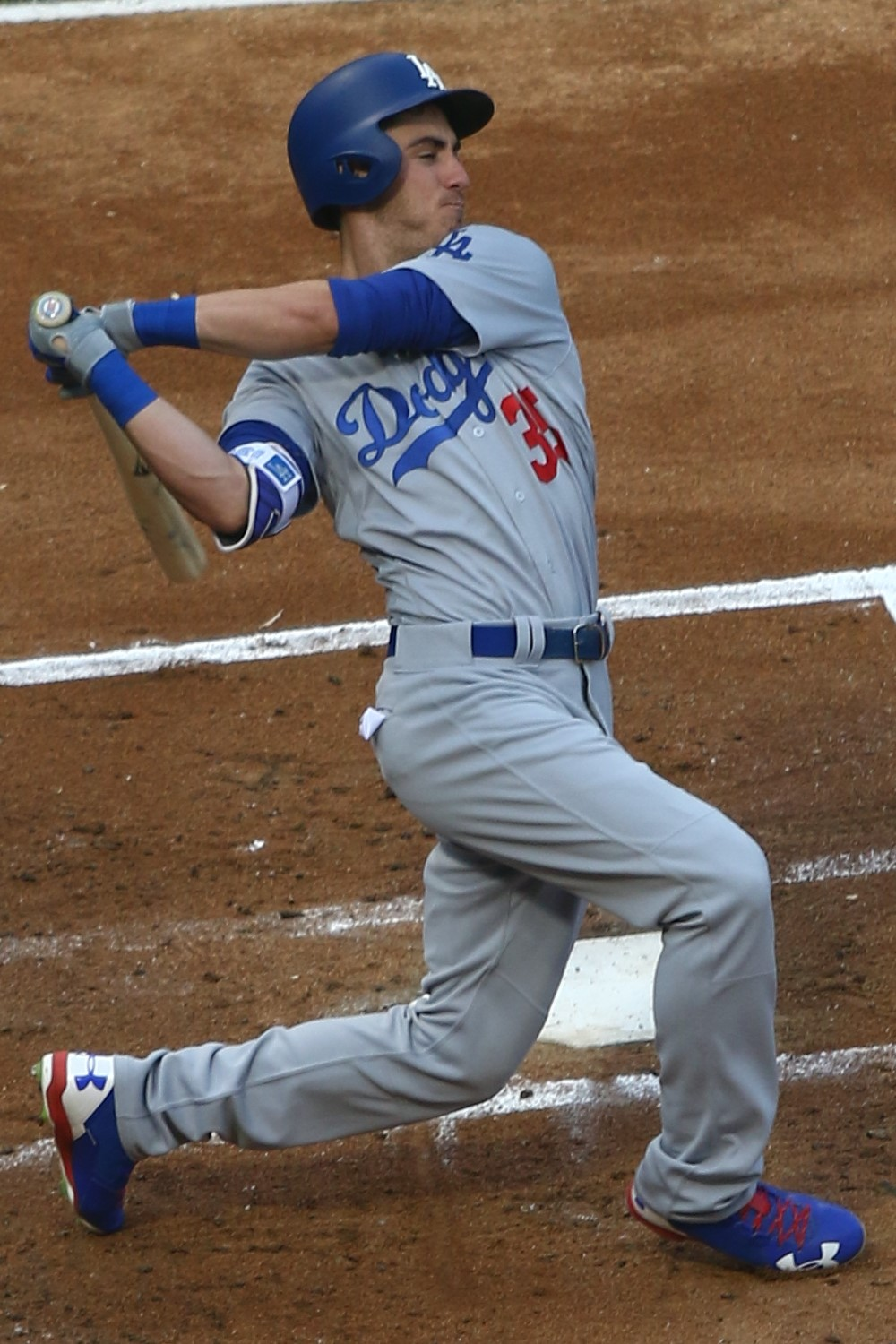
Cody Bellinger con Los Angeles Dodgers en 2017.

Comenzó en el jardín izquierdo en su debut el 25 de abril de 2017, contra los Gigantes de San Francisco y tuvo un hit en tres turnos al bate, con una caminata intencional. Era el tercer jugador de los Dodgers en la historia en ser caminado intencionalmente en su debut (Chico Fernández, Dick Nen). El primer hit de Grandes Ligas de Bellinger fue un sencillo en el cuadro junto a Neil Ramirez. Conectó su primer jonrón de Grandes Ligas el 29 de abril ante Zach Eflin de los Filis de Filadelfia y siguió con un segundo jonrón en el mismo juego, este contra Héctor Neris. Fue apenas el tercer jugador de los Dodgers con un juego de dos jonrones entre sus primeras cinco aperturas, uniéndose a Charlie Gilbert (1940) y Yasiel Puig (2013). Bateó su primer grand slam el 6 de mayo, frente a Miguel Díaz de los Padres de San Diego. Fue el primer jugador de los Dodgers en conectar cinco jonrones en sus primeros 11 juegos. Bellinger fue nombrado Jugador de la Semana de la Liga Nacional durante la primera semana de mayo. Con nueve jonrones en mayo, Bellinger tuvo un empate tripartito con Joc Pederson (mayo de 2015) y James Loney (septiembre de 2007) para la mayoría de jonrones por novato de los Dodgers en un mes calendario. Fue nombrado el novato del mes de la Liga Nacional en mayo.
Bellinger conectó dos jonrones contra los Rojos de Cincinnati el 11 de junio, luego lo hizo nuevamente en el próximo juego de los Dodgers el 13 de junio contra los Indios de Cleveland, para convertirse en el primer jugador de los Dodgers en conectar dos jonrones consecutivos; desde Adrián Beltré en la temporada 2004 y tuvo cuatro juegos multi-hogar en sus primeros 45 juegos, convirtiéndose en el jugador más rápido en la historia de la MLB para lograr eso, superando a Bob Horner que lo hizo en 63 juegos en 1978. Conectó nuevamente dos jonrones el 19 de junio, contra los Mets de Nueva York, y en el proceso empató a Wally Berger y Gary Sánchez con los jugadores más rápidos para conectar 20 jonrones. El 20 de junio, se convirtió en el primer novato en la historia de la MLB con 10 jonrones en un lapso de 10 juegos. Tuvo su sexto juego de casa múltiple el 25 de junio, contra los Rockies de Colorado, pasando a Mike Piazza para establecer un nuevo récord de novatos de los Dodgers. Ganó su segundo premio al jugador de la semana por su trabajo esa semana. Fue nombrado en el Juego de las Estrellas de las Grandes Ligas 2017 como una reserva. También compitió en el Home Run Derby, avanzando a la segunda ronda antes de caer ante el eventual campeón Aaron Judge. El 15 de julio, bateó para el ciclo contra los Miami Marlins, y fue el primer novato en la historia de la franquicia en hacerlo. El 2 de septiembre, conectó su jonrón 35 de la temporada para empatar con Mike Piazza en el récord de novatos de los Dodgers. Rompió el récord al día siguiente. Ataron a Wally Berger y Frank Robinson para el récord de la Liga Nacional cuando bateó su 38vo jonrón el 16 de septiembre. Bateó su número 39 el 22 de septiembre contra los Gigantes de San Francisco.
En su primera temporada en Grandes Ligas, Bellinger jugó en 132 juegos con un promedio de bateo de .267, 39 jonrones y 97 carreras impulsadas. Fue seleccionado como el novato del año de Sporting News NL. En el Juego 5 de la Serie Mundial 2017, Bellinger llegó al bate en la quinta entrada, y con dos Dodgers en la base, conectó un jonrón. El jonrón de tres carreras puso temporalmente a los Dodgers arriba.
Durante la postemporada de 2017, Bellinger estableció el récord de MLB para la mayoría de los ponches en una postemporada con 28 ponches, 17 ponches en la Serie Mundial por sí solo.

## Vida personal
La familia de Bellinger es de ascendencia francesa, alemana y griega, y su padre, Clay, jugó en Grandes Ligas de Béisbol (MLB) para los New York Yankees y Anaheim Angels. Su hermano menor, Cole Bellinger, fue el lanzador ganador de Hamilton High School (Chandler, Arizona) en los juegos del campeonato estatal 2016 y 2017 y fue seleccionado por los Padres de San Diego en la ronda 15 del Draft de la MLB 2017.